# 최안국
최안국(崔安國, 일본식 이름: 山田欽五야마다 긴고, ? ~ ?)은 일제강점기의 천도교 지도자이다.

## 생애
1901년 천도교에 입교했다. 1926년 천도교 의주군 종리원 포덕사(布德師)에 임명되었고, 1927년 천도교 의주군 종리원 종리사(宗理師)로 임명되었다.
1927년 의주 시일학교(侍日學校) 교장으로 부임했고, 1932년 천도교청우당 중앙집행위원으로 선출되었다. 1935년 천도교 의주군 종리원 법정(法正)으로 임명되었고, 천도교 의주군 종리원 원장(院長, 1935년 ~ 1937년)과 천도교 중앙 종리원 총정(總正, 1939년 ~ 1940년)을 지냈다.
1939년부터 1940년까지 국민정신총동원천도교연맹 이사를 지냈으며, 1940년 국민정신총동원천도교연맹 평의원을 지냈다. 1939년 2월 천도교 중앙 종리원 현법사(玄法師)로 임명되었고, 1940년부터 1942년까지 천도교 중앙 종리원 부교령(副敎領)을 지냈다. 1941년 조선임전보국단 발기인 가운데 한 사람으로 참가했다.
민족문제연구소의 친일인명사전 수록자 명단의 종교 부문과 친일반민족행위진상규명위원회가 발표한 친일반민족행위 705인 명단에 포함되었다.

## 참고자료
- 친일반민족행위진상규명위원회 (2009). 〈최안국〉. 《친일반민족행위진상규명 보고서 Ⅳ-18》. 서울. 7~23쪽.